# Čejkovice, Kutná Hora
Čejkovice là một làng thuộc huyện Kutná Hora, vùng Středočeský, Cộng hòa Séc.